# Schwanenservice
Das für den sächsischen Premierminister Heinrich Graf von Brühl gefertigte Schwanenservice ist ein Hauptwerk der barocken Meißener Porzellankunst. 
Nach mehrjährigen Probearbeiten schufen die Meißener Modeleure Johann Joachim Kändler, Johann Friedrich Eberlein und Johann Gottlieb Ehder, zwischen 1737 und 1742 das aus über 2200 Einzelteilen bestehende Prunkservice. Niemals zuvor war ein Service in diesem Umfang und mit einem solchen verschwenderischen Reichtum an plastischer Gestaltung geschaffen worden. 
Das namengebende Hauptcharakteristikum des Service ist die Reliefdekorgestaltung: Der Tellerspiegel ist als flache Seemuschel gestaltet, in der ein schwimmendes Schwanenpaar, andere Wasservögel und Schilf dargestellt sind. Hervorzuheben sind ebenfalls ein opulenter Tafelaufsatz für Gewürze und Früchte, zahlreiche Tafelleuchter sowie Prunkterrinen. Zahlreiche Serviceteile zeigen Figuren der griechisch-römischen Mythologie, z. B. Glaukos oder die auf einem Delphin reitende Galateia. Nahezu alle Serviceteile tragen an sichtbarer Stelle das Allianzwappen des Grafen Brühl und seiner Gemahlin, der Gräfin Franziska Kolowrat-Krakowsky.

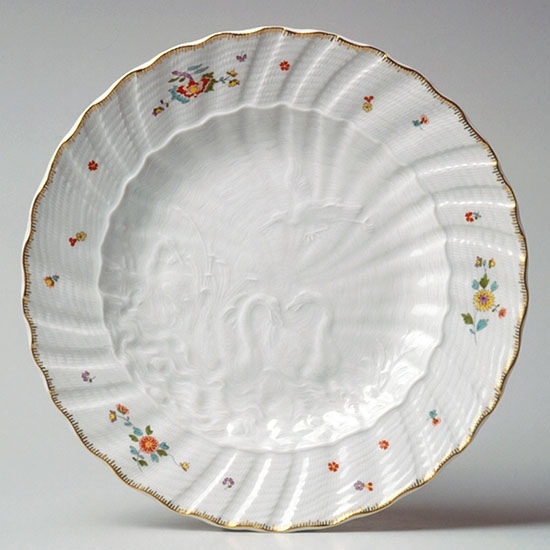
Speiseteller
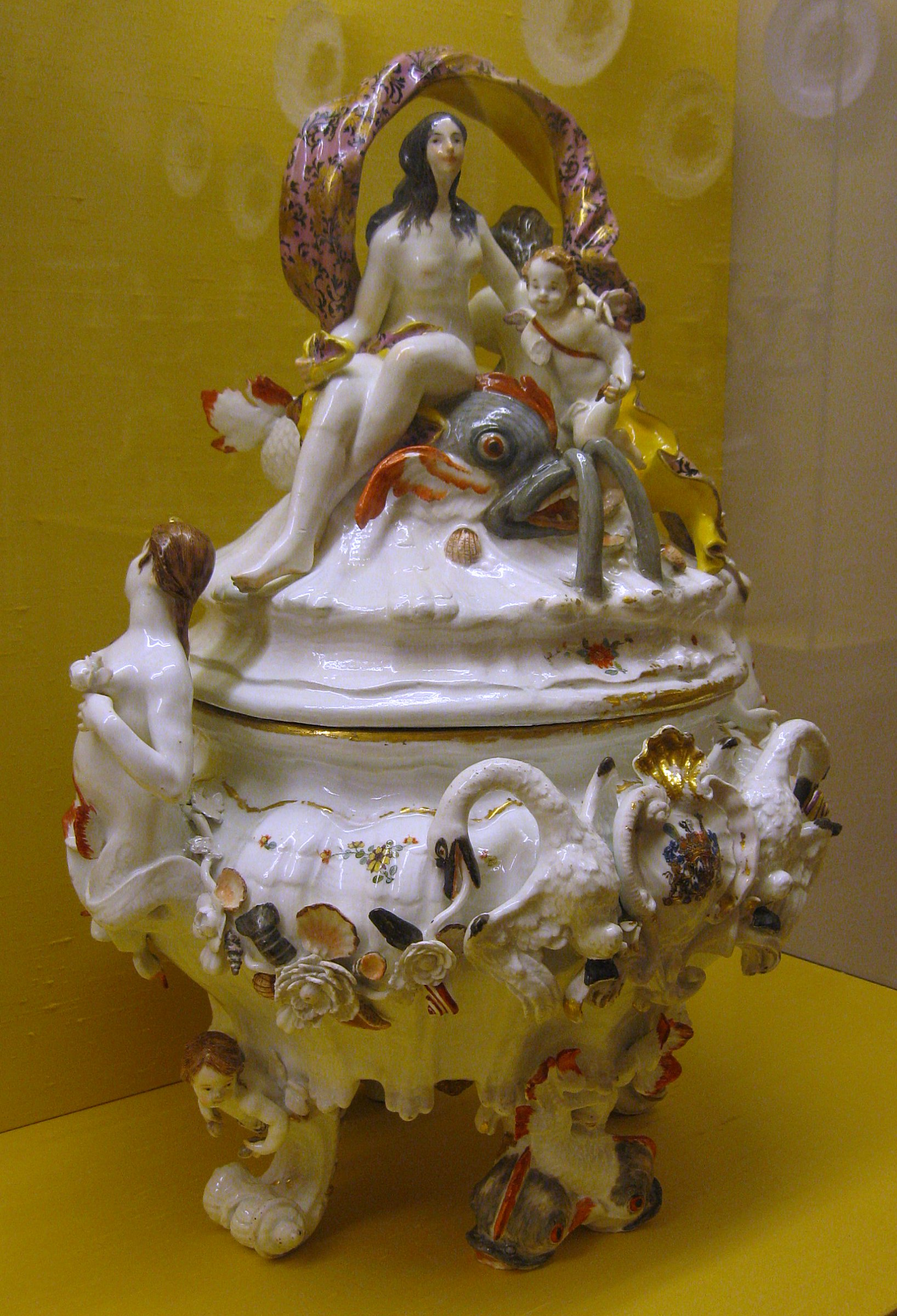
Prunkterrine
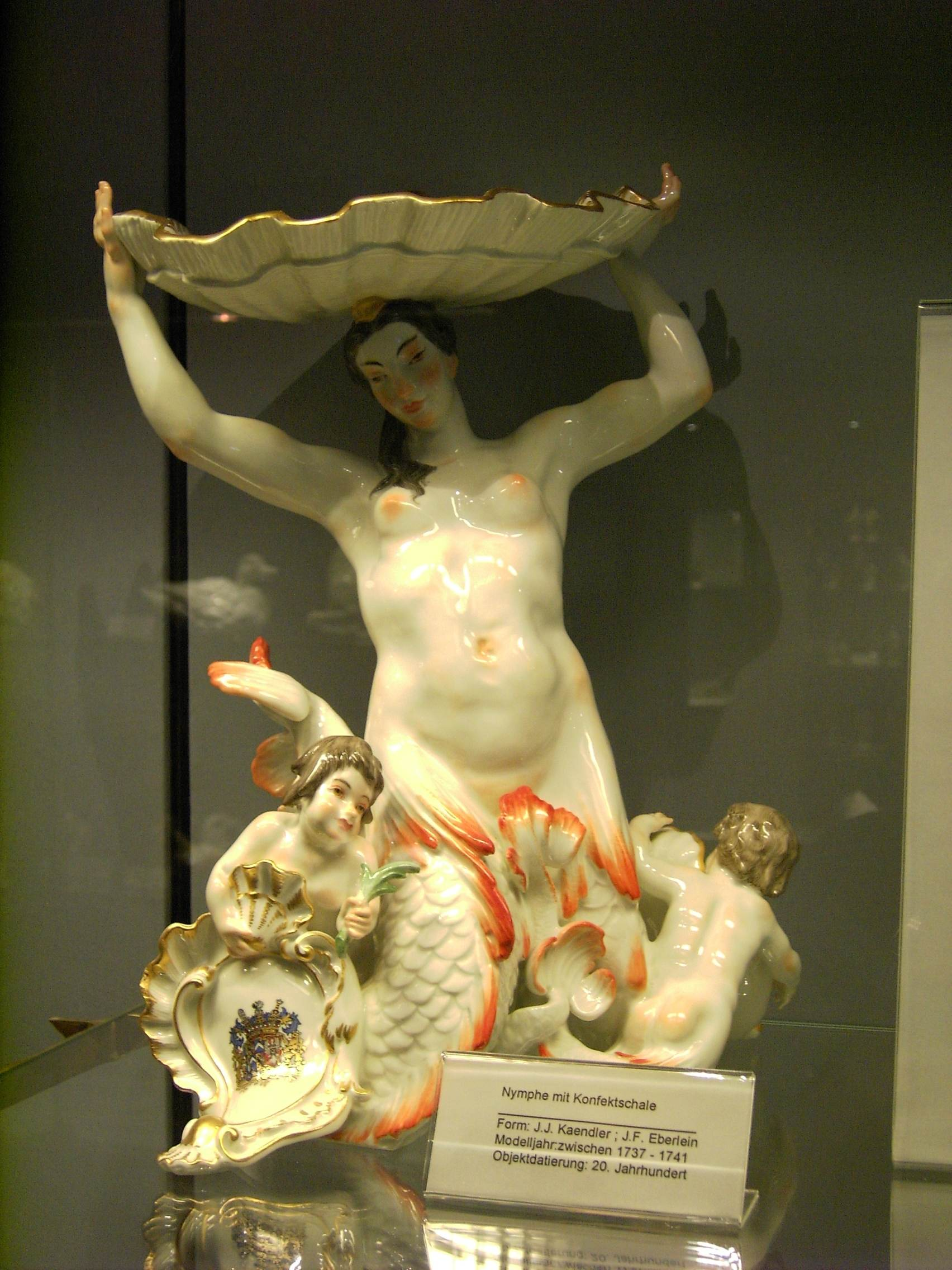
Nymphe mit Konfektschale
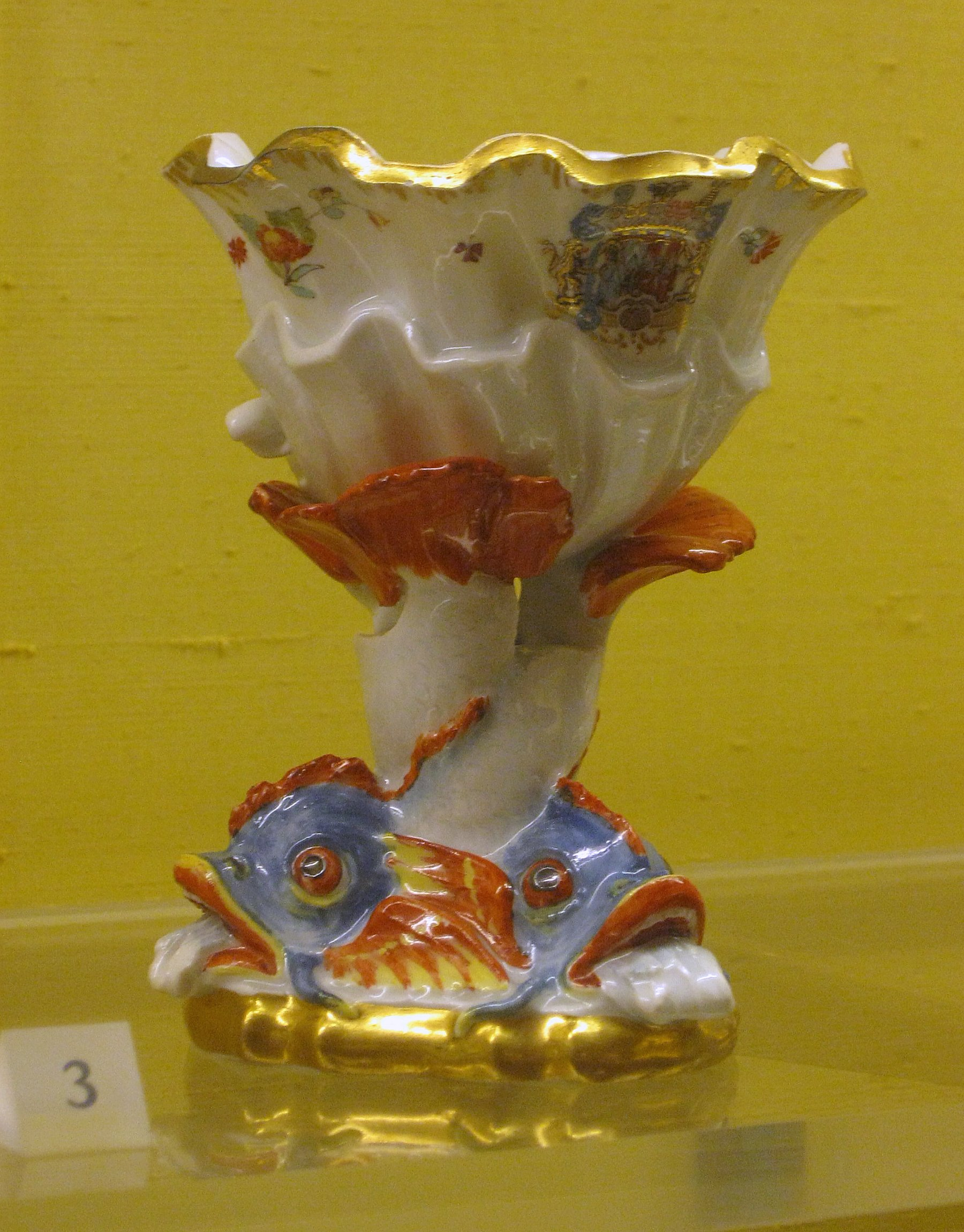
Salznapf
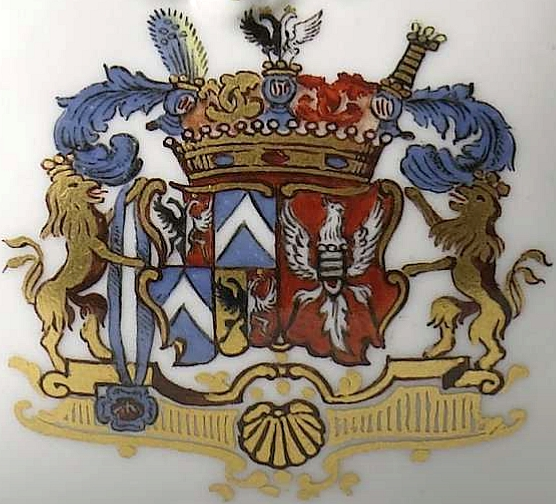
Allianzwappen Brühl-Kolowrat-Krakowsky